# Lenir Rodrigues
Lenir Rodrigues Santos (Boa Vista, 23 de abril de 1963), mais conhecida como Lenir Rodrigues, é uma advogada, professora e política brasileira. É deputada estadual pelo estado de Roraima, compondo a 8.ª legislatura, filiada ao Cidadania. Já atuou como Secretária de Estado da educação de Roraima em duas ocasiões (2003-2004 e 2011-2013).